# Parablepharis kuhlii
Parablepharis kuhlii là một loài bọ ngựa thuộc họ Hymenopodidae. Loài này được de Haan miêu tả khoa học năm 1842.

## Phân loài
- P. k. asiatica
- P. k. kuhlii